# جسر نويي (مترو باريس)
جسر نويي (بالفرنسية: Pont de Neuilly)‏ هي محطة مترو تابعة لمترو باريس تقع في فرنسا في نويي-سور-سين.[بحاجة لمصدر]

## معرض صور

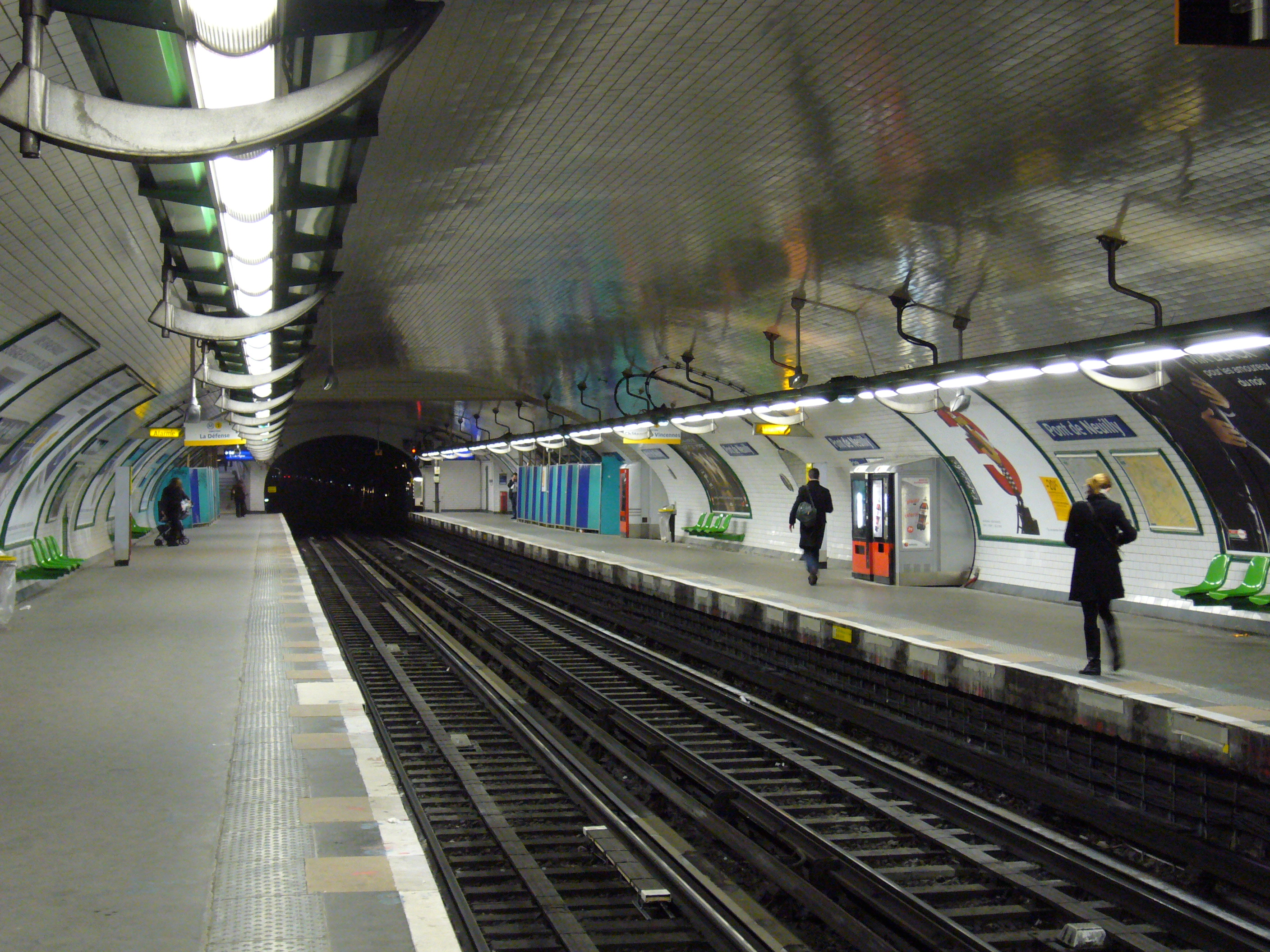
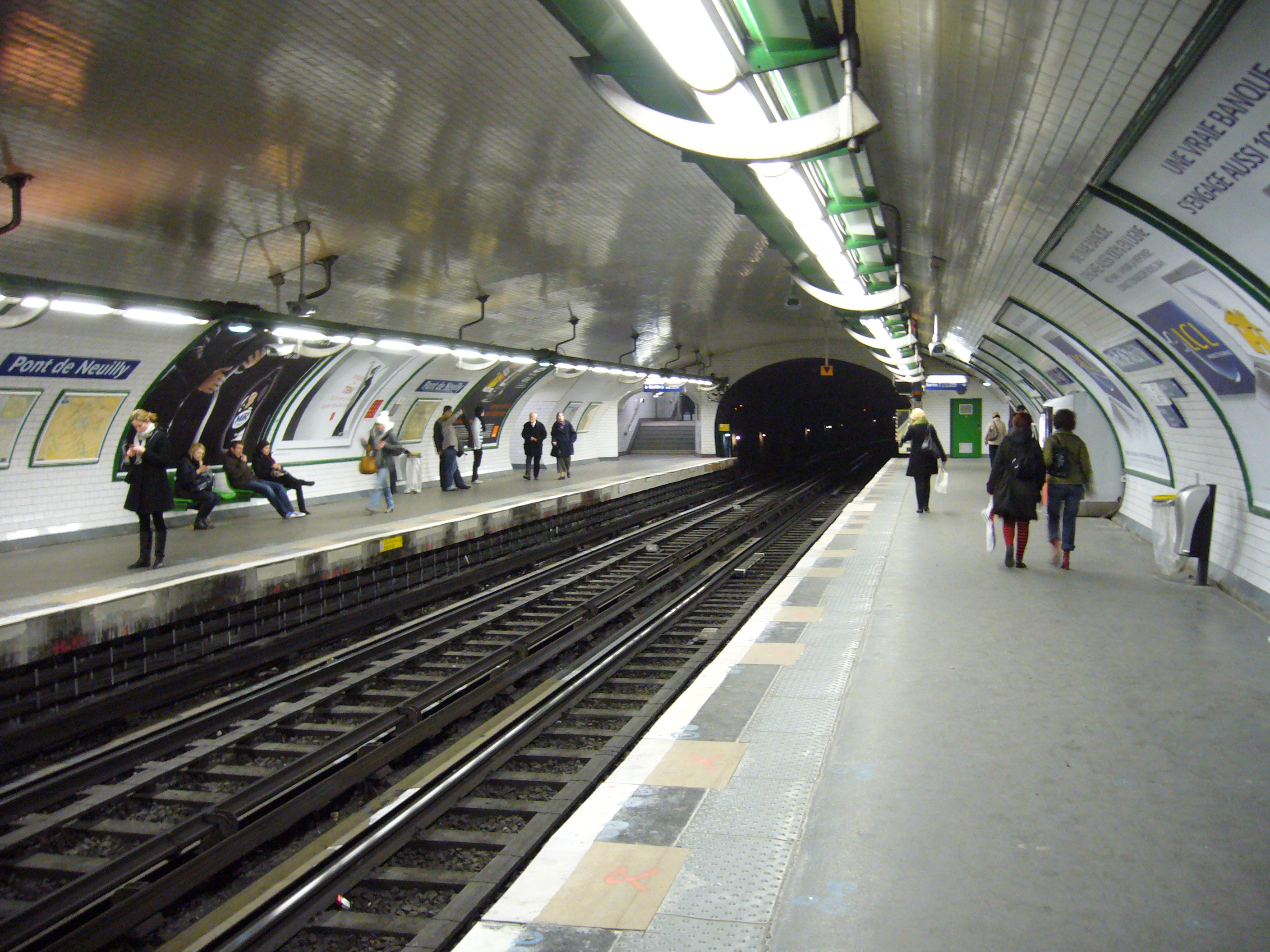